# 宇文贞 (丰利郡公)
宇文贞（533年—569年1月31日），字阿六浑，河南郡洛阳县（今河南省洛阳市东）人，西魏、北周官员。 

## 生平
宇文猥去世后，宇文贞为父亲守丧十分哀痛，获朝廷越级授任为帅都督，袭爵新国县开国公，很快出任大都督，朝廷以宇文贞家族世代都有功劳，又任命宇文贞出任散骑常侍、大将军、仪同三司。宇文贞又跟随讨伐江陵，获增加食邑五百户，加侍中、骠骑大将军、开府仪同三司。北周建立后，宇文贞以宗室的身份出任守庙中大夫，进爵丰利郡开国公。宇文贞又跟随凉国公贺兰祥讨伐吐谷浑，因战功另封次子宇文善才为太平县开国侯，宇文贞又外任绛州刺史。朝廷征召宇文贞回朝，与随国公杨忠汇合突厥木杆可汗的军队，联合讨伐北齐，因军功宇文贞第三子宇文多罗另封为武定县开国公。回朝后，宇文贞出任京兆尹，天和三年岁次戊子十二月廿八日（569年1月31日），宇文贞在私人住宅中去世，虚岁三十七。朝廷赠予少师、恒燕岐三州诸军事、恒州刺史，谥号成公，天和六年岁次大火二月甲申（571年3月17日）葬于石安原。

## 家庭

### 祖父
- 宇文乞地真，殿中将军、章武郡太守[1]

### 父亲
- 宇文猥，卫大将军、新国县开国公[1]

### 夫人
- 达奚氏，太傅、大冢宰、郑国桓公达奚武之女[1]

### 子女
- 宇文瑾，世子，北周左侍上士，夫人贺若氏，开府、武都公贺若敦之女[1]
- 宇文善才，第二子，北周大平县开国侯[1]
- 宇文氏，长女，嫁仪同纥豆陵定世子纥豆陵抗[1]
- 宇文多罗，第三子，北周武定县开国公[1]